# Solo (poema)
Solo / Alone es uno de los poemas del escritor del romanticismo estadounidense Edgar Allan Poe (1809-1849), fechado en 1829.
Poe escribió este poema con veintiún años, en el álbum de autógrafos de Lucy Holmes, más tarde Lucy Holmes Balderston. El manuscrito original estaba firmado "EA Poe", y llevaba data del 17 de marzo de 1829. En febrero de ese año, la madre adoptiva de Poe, Frances Allan, había muerto. Nunca se imprimió en vida de Poe; lo fue por primera vez por Eugene L. Didier en Scribner's Monthly Magazine (septiembre de 1875) en forma de facsímil. Se agregó al texto el título Alone con que es conocido y una fecha que no estaban en el manuscrito original. Las dudas sobre su autenticidad, relacionadas con el hecho de que también figure en el álbum un poema de su hermano William Henry y en parte inspiradas por esta manipulación, se han calmado desde entonces. Ahora se considera este texto como una de las obras más íntimas y reveladoras de su genio atormentado. En él expresa cómo sentía no encajar en la sociedad de su tiempo y la naturaleza elegíaca y marginal de su inspiración:

Desde mi hora más tierna no he sido / como otros fueron, no he visto / como otros vieron; no pude extraer / mis pasiones del mismo manantial; / de la misma fuente no he tomado / mi desconsuelo; no pude despertar / mi corazón al gozo al mismo tono, / y, si algo he amado, lo he amado solo.

Como huérfano de ambos padres adoptado a regañadientes por una familia rica, Poe se siente inadaptado y absorbido por una turbulenta imaginación y describe la tragedia de ser diferente en tetrámetros yámbicos de 11 pareados, pero cambia al tetrámetro trocaico a partir del verso 13 incluido.

## Contenido
Este poema está escrito desde la perspectiva de un adulto que recuerda la infancia problemática que lo entristeció. El autor dice que ha sido diferente a los demás desde su niñez y que no se crio en un entorno familiar típico. Pasaba la mayor parte de su tiempo solo y no podía tener la oportunidad de compartir sus pensamientos, sentimientos y experiencias con los demás. Por tanto, su percepción de la vida y la naturaleza difiere de la de las personas que han disfrutado de una infancia. Agrega que, mientras otros miran hacia el cielo para ver el cielo y los ángeles, él solo ve oscuridad. De hecho, los demonios dentro de él nunca le permiten ver o sentir nada positivo. No adora la belleza de la naturaleza. Aunque su vida ha estado llena de buenos y malos acontecimientos, sigue siendo sombría y oscura debido a su dolorosa infancia. El cielo solo es azul para los demás.

## Texto en inglés
From childhood’s hour I have not been / As others were — I have not seen / As others saw — I could not bring / My passions from a common spring — / From the same source I have not taken / 
My sorrow — I could not awaken / My heart to joy at the same tone — / And all I lov’d — I lov’d alone — / Then — in my childhood — in the dawn / Of a most stormy life — was drawn / From ev’ry depth of good and ill / The mystery which binds me still — / From the torrent, or the fountain — / From the red cliff of the mountain — / From the sun that ’round me roll’d / In its autumn tint of gold — / From the lightning in the sky / As it pass’d me flying by — / From the thunder, and the storm — / And the cloud that took the form / (When the rest of Heaven was blue) / Of a demon in my view —